# Венеційська ложа (Іракліон)
Венеційська ложа — венеціанська будівля XVII століття, розташована на вулиці 25 серпня на північ від площі Левів в м. Іракліон, острів Крит, Греція. Використовувалась як місце зібрання венеційських вельмож і дворянства, де вони обговорювали різноманітні економічні, комерційні та політичні питання. Наразі в будівлі розташована мерія міста.

## Історія
Будівля Ложі була побудована в 1626-1628 роках для організації зборів та відпочинку політиків, дворян та інших видатних громадян міста для вирішення економічних, комерційних та політичних питань міста на місці будівлі попередньої ложі. Ще дві ложі були побудовані раніш, одна з них близько 1325 рокі біля моря, а друга — навпроти нинішньої будівлі ложі в 1541 році. Після завоювання міста османами будівля була перетворена в резиденцію був християнських чиновникі, відповідальних за вирішення питань між християнськими жителями та турецькою владою і комплекс отримав назву Цапенес або Цепанес. В 1856 році будівля була занедбана та пошкоджена (зруйновано фасадну частина другого поверху південної сторони будівлі та північну частину зброярні, прибудованої до ложі). Частково удівлю було відновлено без поновлення її оздолення.
Під час Критської держави будівля розглядалась для використання як археологічний музей, проте ремонтні роботи, які почались з цією метою в 1900 році не були завершені оскільки будівля була визнана небезпечною. У 1904 році будівля була у напівзрунованому стані і розпочався демонтаж другого поверху. 5 жовтня 1905 року будівлю передали мерії, а 12 січня 1915 року розпочалася її реставрація під керівництвом Максиміліана Онгаро, який був куратором архітектурних пам'яток Венеції. Роботи з реконструкції будівлі були припинені в 1940 році після початку Другої світової війни та відновились в 1961 році і були завершені в 1980 році. У 1987 році будівля отримала нагороду Europa Nostra як найкраще відреставрований і збережений європейський пам'ятник року.

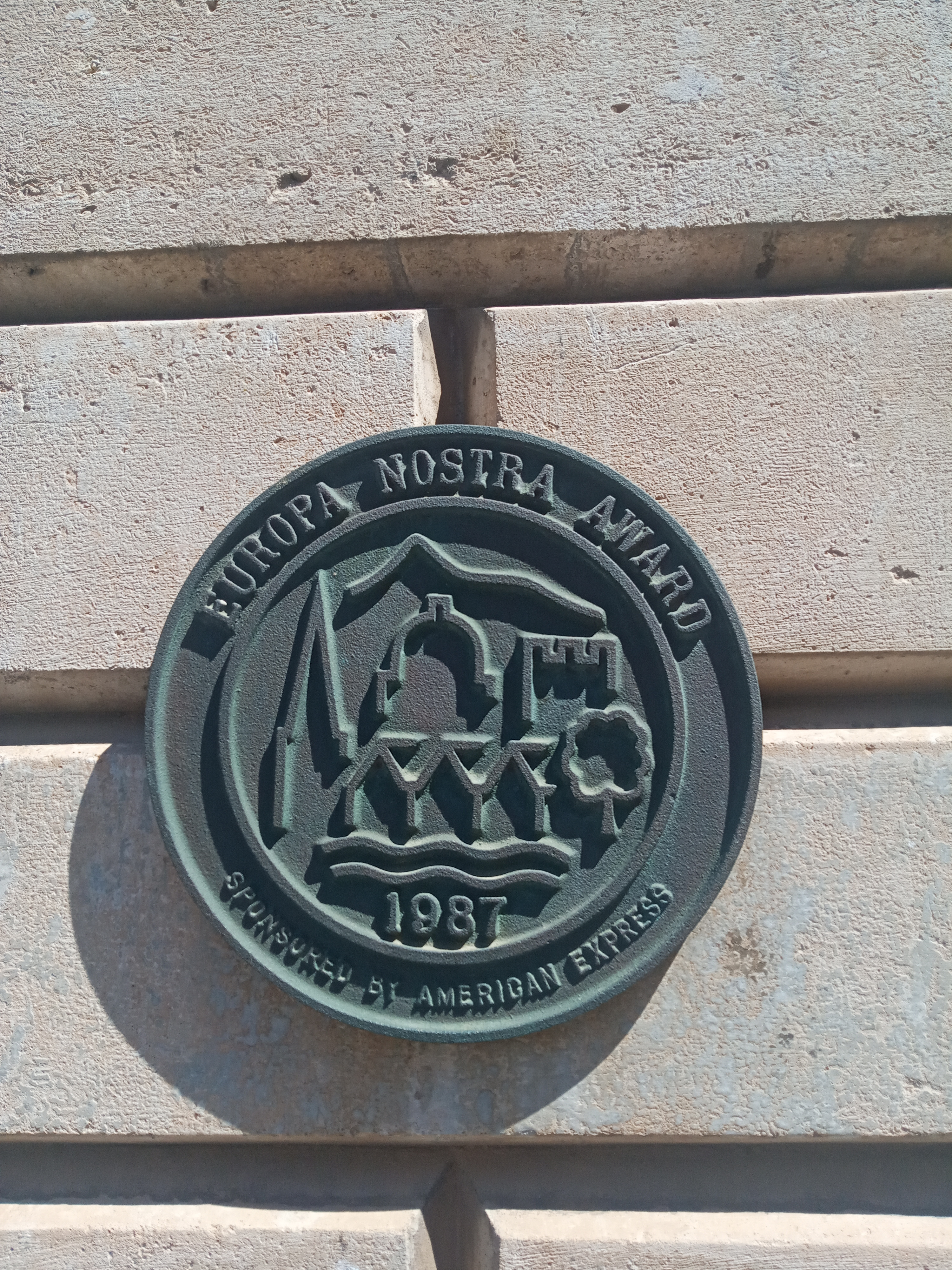
Нагорода Europa Nostra на стіні будівлі ложі

## Архітектура
Будівля розташована на початку вулиці 25 серпня, на перетині з вулицею Святого Тіта, біля фонтану Морозині. Це прямокутна двоповерхова будівля, розміром 28 м на 11 м, яка має колони доричного ордеру на першому поверсі та колони іонічного ордер на другому поверсі. На першому поверсі має карниз, прикрашений тригліфами та метопами з рельєфними зображеннями. З західного боку має сім арок, центральна з яких використовується як вхід. З будівлею збоярні, яка була передана мерії в 1934 році, ложа з'єднана через атріум. Ложа є схожою на Базиліку Палладіана у Венеції тому вважається представником палладіанства.

## Мерія
Насьогодні будівля використовується як головна будівля міського муніципалітету, де розташовується кабінет мера та його заступників, адміністративні та фінансові служби, а також зал для щотижневих засідань міської ради.